# Procleocnemis concolor
Procleocnemis concolor là một loài nhện trong họ Philodromidae. Chúng được Cândido Firmino de Mello-Leitão miêu tả năm 1929.